# Suzon Ingber
Suzon Ingber (1946) is een interieurarchitect die woont en werkt in Antwerpen.

## Onderwijs en opleiding
Ingber studeerde aan het voormalige Nationaal Hoger Instituut voor Bouwkunde en Stedenbouw in Antwerpen waar ze in 1967 haar diploma interieurarchitectuur behaalde. Ze kreeg er ontwerpvakken van Jules De Roover en Rob Van Tenten. Stanislav Van den Brempt gaf kunstgeschiedenis. Renaat Braem was toen directeur. 

## Loopbaan
Na haar afstuderen in Antwerpen behaalde ze in 1968 een beurs van de Belgische overheid om in Denemarken aan de academie van Kopenhagen meubelontwerp te studeren. Bij haar terugkomst startte ze haar eigen praktijk. Ze woont en werkt vanuit Zurenborg in Antwerpen. Haar activiteiten bleef niet tot België beperkt, ze was ook actief in Parijs, Londen, Moskou, New York en Amsterdam. 
In de periode van 1972 tot 1988 was ze geassocieerd met Guy Hermans (1946). Op het hoogtepunt van haar loopbaan had ze elf mensen in dienst. Haar voormalige medewerkers zijn onder anderen Michel Corthout (docent faculteit Ontwerpenwetenschappen Universiteit Antwerpen tot 2021), Arjaan De Feyter en Tinka Janssens.

## Werkwijze en inspiratie
Haar filosofie was om eenvoudige, praktische en kwalitatieve interieurs en meubels te ontwerpen. Ingber haalde haar inspiratie uit reizen en uit contacten met verschillende culturen. Ze liet zich inspireren door Mies van der Rohe, Peter Zumthor en Jean Nouvel. In haar praktijk hanteerde ze een methodiek waarbij ze de vraag van de opdrachtgever goed tracht te begrijpen alvorens te ontwerpen. Daarom startte ze voor elke opdracht steeds met een aantal diepgaande gesprekken alvorens aan het ontwerp te beginnen.

## Werk
Een van haar eerste ontwerpen was een minimalistisch, volledig wit winkelinterieur van "Miss Poly" in de Huidevetterstraat in Antwerpen. Daarna werkte Ingber vaak voor klanten uit de diamantsector in Antwerpen, waarvoor ze verschillende burelen ontwierp.
Naast interieurs ontwierp Ingber ook meubels en objecten. In 1973 ontwierp ze een kinderbed in plexi dat helemaal uitgeklapt kan worden, zodat het mee kan groeien naarmate het kind groter wordt. In 1981 ontwierp ze voor het Carlton Hotel op de Quinten Matsijslei en Lange Kievitstraat in Antwerpen (het huidige Mercure) een lamparmatuur. In 1987 ontwierp Ingber enkele "anti-meubels" in de lijn van toenmalige postmodernistische denkbeelden voor Théorème Éditions in Brussel, de galerie van Martine Bouchez op de Nieuwe Graanmarkt. Deze anti-meubels werden tentoongesteld in het Hortahuis in Brussel in 1987. Voor Contra Carpets ontwierp zij tapijten voor Contrast Antwerpen 1989. Voor het Belgische bedrijf Obumex werkte ze samen met Vincent Van Duysen aan de WASH-collectie. In 2005 maakt ze het interieur voor het hoofdkantoor van het telecombedrijf BASE in Brussel.
Een van haar succesvolste ontwerpen was een brievenbus. Deze ontwierp ze voor het meubelgamma Appart van Peter Galliaert, die toen bedrijfsleider was bij Vooruitzicht. Galliaert kocht in 2021 de modernistische woning van Richard Neutra in Crestwood Hills in Los Angeles, waar de brievenbus van Ingber wordt geplaatst. In hetzelfde meubelgamma ontwierp ook Claire Bataille een tafel, en Lydia Kümel een kast. Ingber ontwierp een wastafel voor Obumex.

## Prijzen en tentoonstellingen
Het werk van Ingber werd opgenomen in verschillende tentoonstellingen. Haar werk was ook opgenomen in de eerste publicaties van de Stichting Architectuur die door Marc Dubois en Christian Kieckens werd geïnitieerd. In 1988 stelt ze meubels en tekeningen van die meubels (containerkast en ligbed) tentoon in de tentoonstelling "East Meets West" in New York in Gallery Nolte.
- 1987 - Hortahuis, Brussel
- 1988 - Galerie De Buck, Gent
- 1988 - Théorème, Brussel
- 1988 - Provinciaal Museum, Hasselt
- 1990 - Ligne, Brussel
- 1990 - Nolte Gallery, New York
- 1990 - East Meets West, New York
- 1991 - East Meets West, Tokio
- 1992 - Interieur, Kortrijk
- 1996 - 50 jaar interieurarchitectuur, Antwerpen
- 1998 - Interieur, Kortrijk
- 2000 - Showroom for the Furniture Fair, Milaan
- 2000 - België VVV, Milaan
- 2000 - Interieur, Kortrijk
- 2002 - VIZO, Brussel

## Galerij

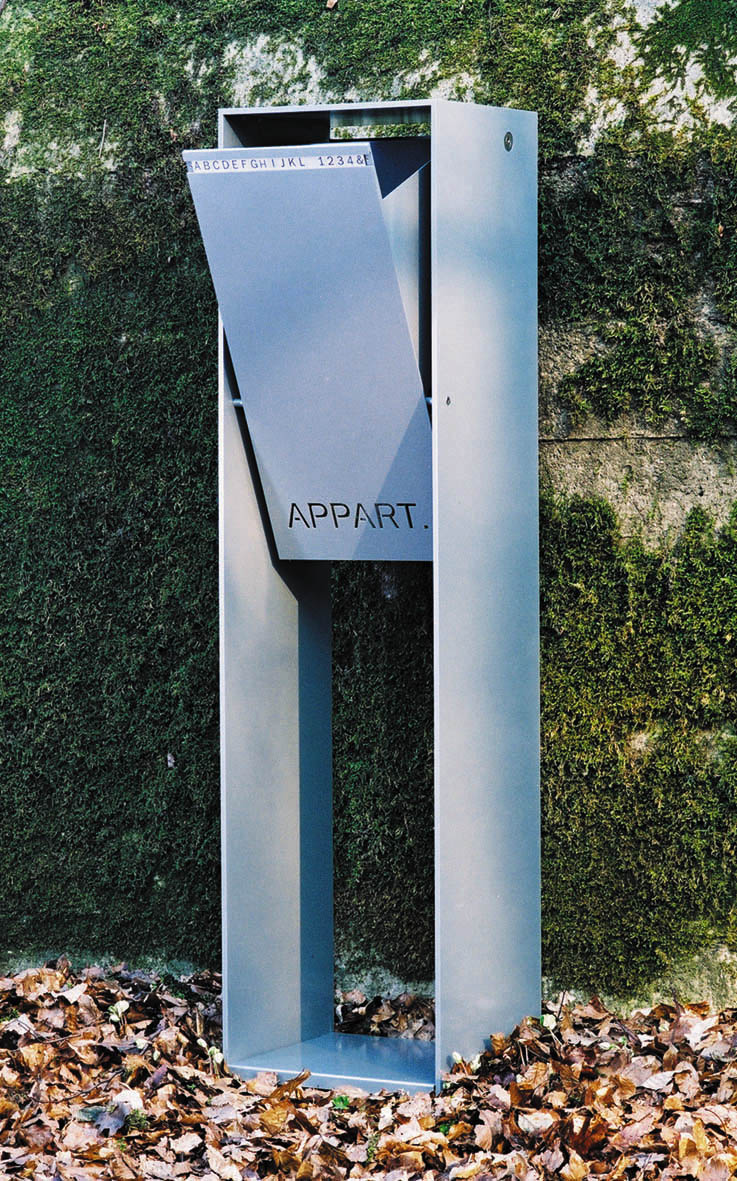
Brievenbus
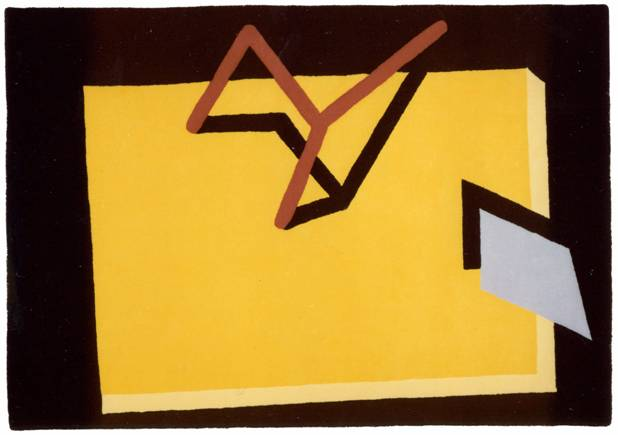
Ontwerp voor tapijt
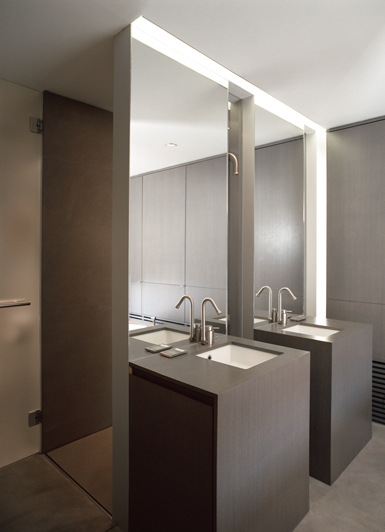
Badkamer in een penthouse
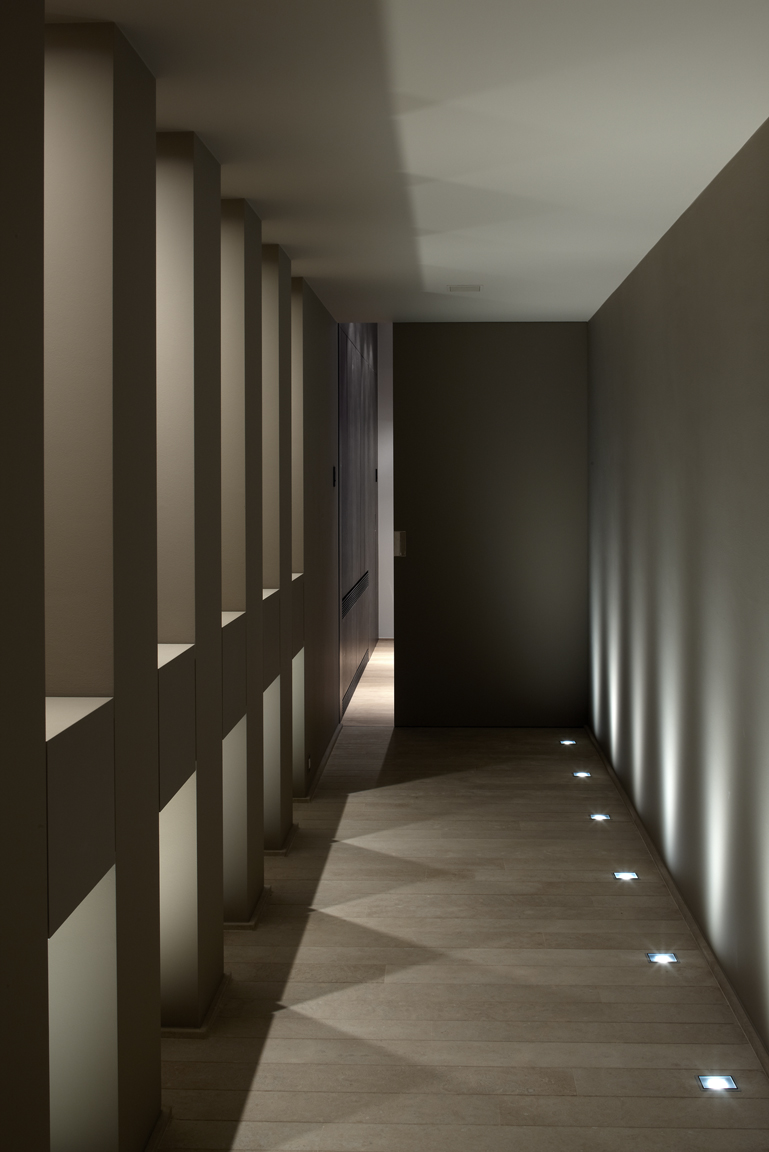
Hal in een villa
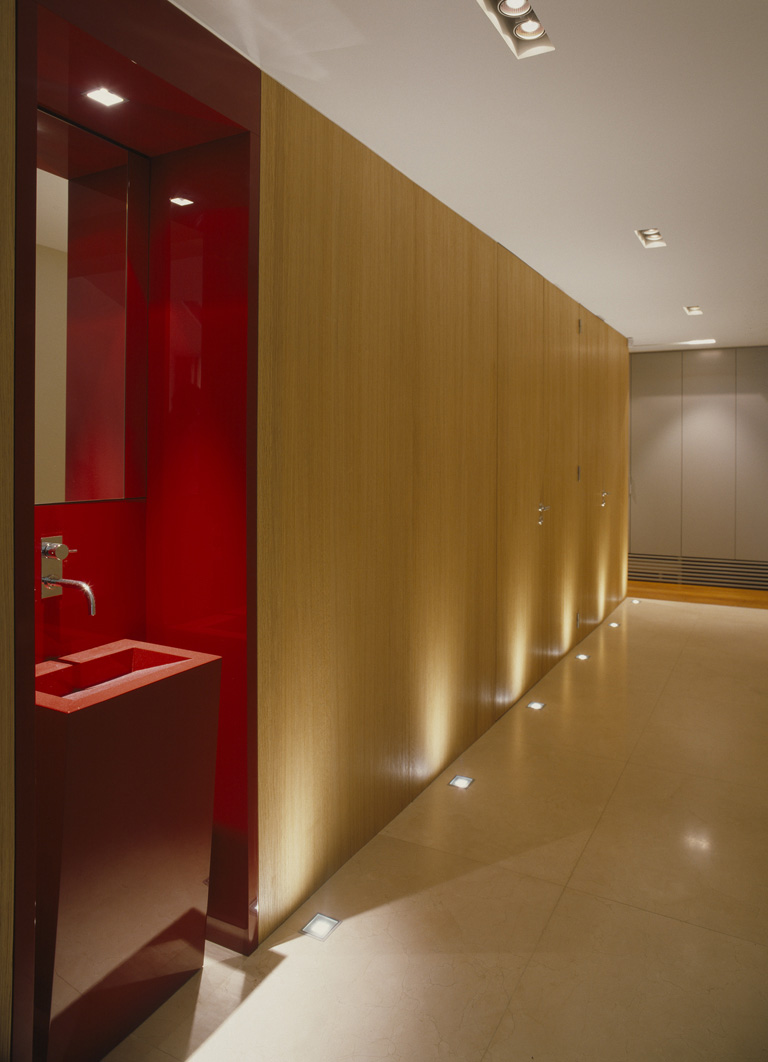
Vestiaire
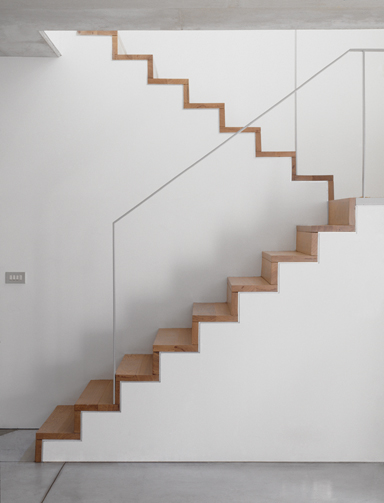
Trapzaal in een kunstgalerij
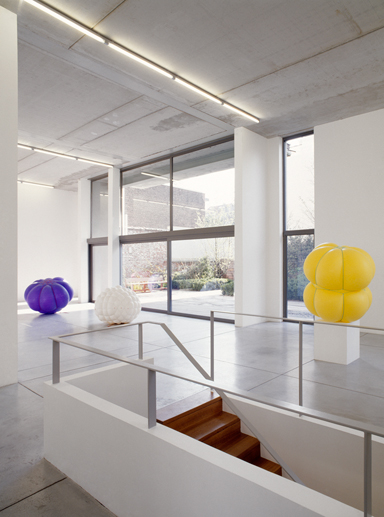
Realisatie van een kunstgalerij
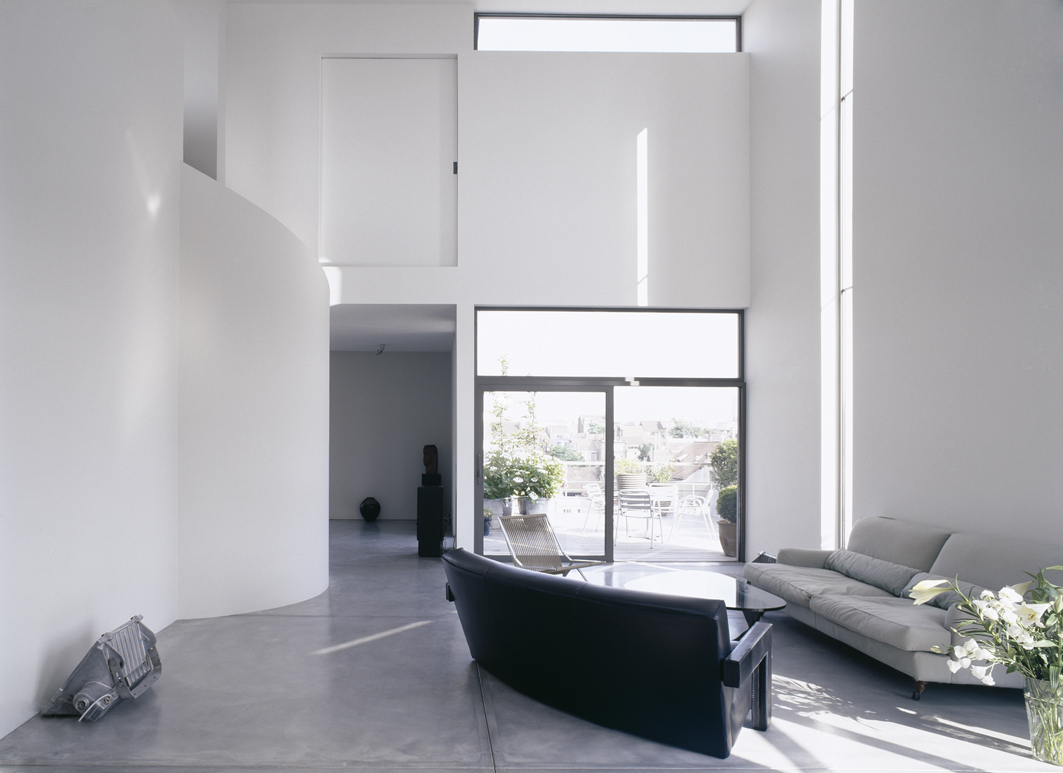
Woonkamer in een Brussels penthouse
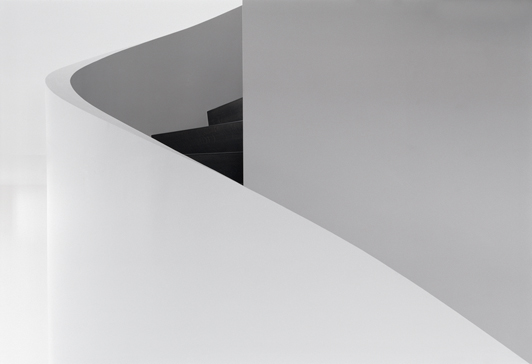
Trap in een penthouse
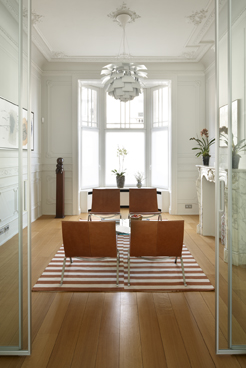
Woonkamer herenhuis
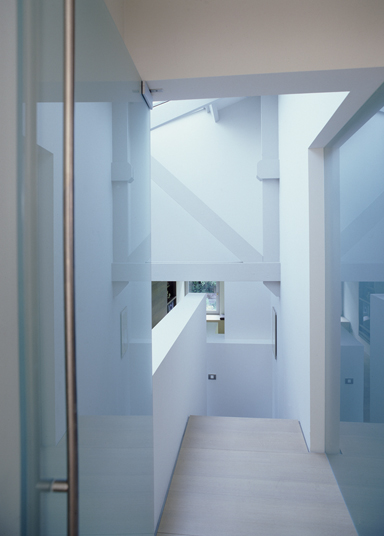
Realisatie van een trapzaal